# Chaetonotus hermaphroditus
Chaetonotus hermaphroditus is een buikharige uit de familie Chaetonotidae. De wetenschappelijke naam van de soort werd in 1936 voor het eerst geldig gepubliceerd door Remane. 